# Edwin Böck

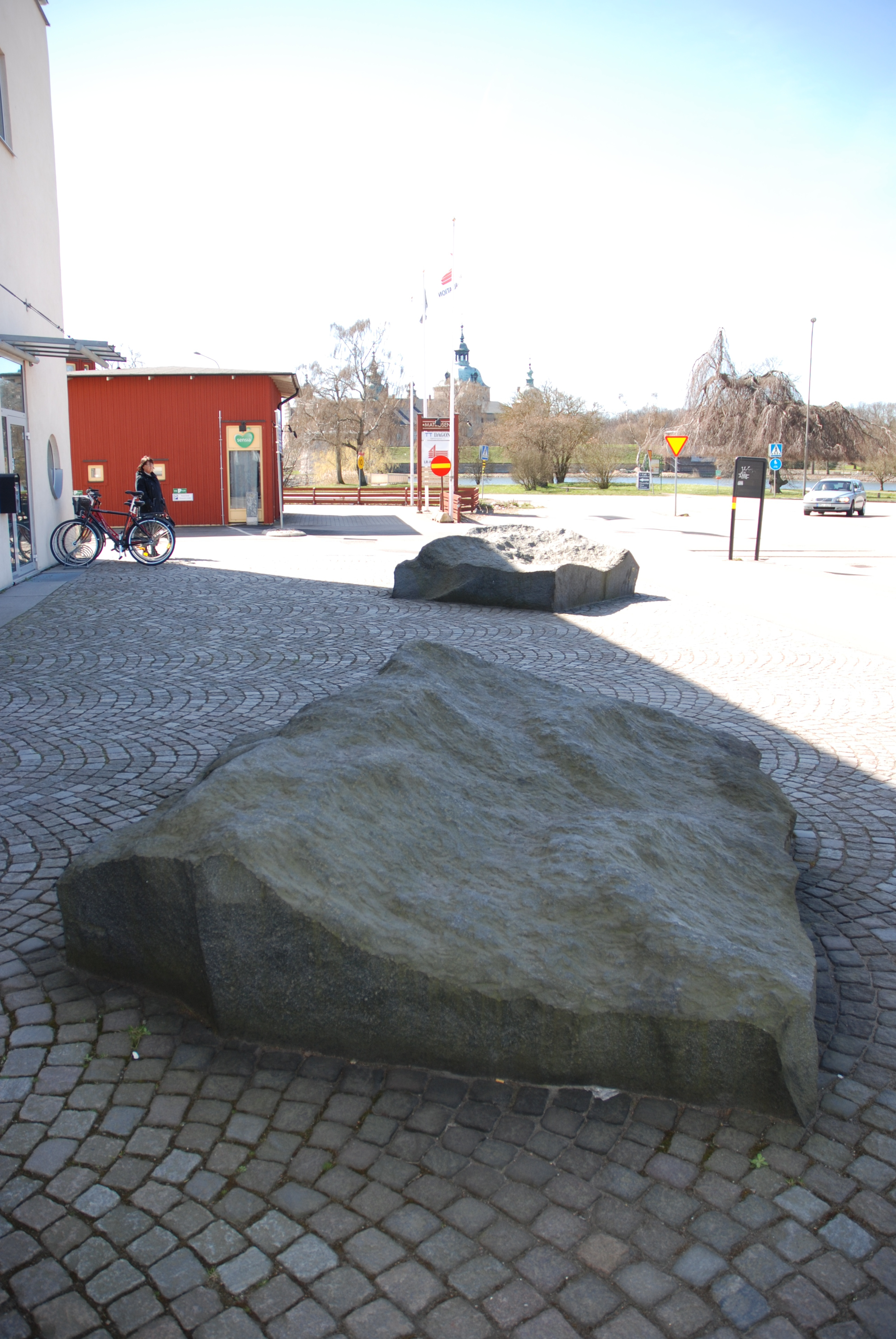
Sju hav i Kalmar

Edwin Böck, född 14 augusti 1956 i Bruchsal i Baden-Würtemberg i Tyskland, är en svensk skulptör.
Edwin Böck utbildade sig i affärsinredning 1971-74 och gick konst- och skulpturutbildning i Tyskland och Schweiz 1982-86. Han arbetade med keramik i Frankrike och Schweiz 1975-80 och som scenograf i Freiburg 1985-90. Han flyttade till Sverige 1990, bor Kalmar och är gift med dansaren Lene Sejr Sörensen.

## Offentliga verk i urval
- Sju hav (2003), diabas, hamnen i Kalmar
- Rooms of Dialogs (2005), monument till Kaliningrads 750-årsjubileum, ölandssten, Zoo i Kaliningrad
- Pandoras ask (2007), snö, vinnare vid snöfestivalen/SM i snöskulptur år 2007 i Kiruna (tillsammans med Lars Fager)